# Fondation SCP
La Fondation SCP (sigle de Secure, contain, protect, « Sécuriser, contenir, protéger ») est une œuvre de fiction tirée du site d'écriture collaborative du même nom et en cours de rédaction depuis 2007. Elle est centrée sur l'univers de la Fondation SCP, une organisation secrète chargée de cacher l'existence des phénomènes surnaturels. Le site prend la forme d'un wiki où la communauté publie des textes en suivant les codes de divers genres littéraires apparentés au new weird, tels que l'horreur, la science-fiction et la fantasy urbaine.
La majorité des écrits y prennent la forme de rapports intradiégétiques présentant chacun des informations sur un phénomène paranormal, généralement désigné par l'abréviation « SCP » suivie de son numéro de rapport, ainsi que les « procédures de confinement spéciales » mises en place pour le garder sous contrôle, dans un style d'écriture froid et clinique qui cherche à simuler de véritables rapports scientifiques. Le site recueille également plusieurs milliers de nouvelles appelées « contes » et se déroulant dans l'univers de la fondation.
La Fondation SCP a inspiré plusieurs œuvres dérivées, parmi lesquelles le jeu vidéo indépendant SCP: Containment Breach.

## Univers de l'œuvre
La Fondation SCP est une organisation secrète à laquelle les gouvernements du monde ont confié la tâche de confiner et d'étudier tout individu, entité, lieu, objet ou phénomène contraire aux lois naturelles (appelé « objet SCP », ou plus communément « SCP »). Sans mesure de confinement, ces objets, lieux ou créatures pourraient causer des dommages à une échelle variable et mettraient en péril la notion de normalité nécessaire au bon fonctionnement de la société.
L'existence des SCP est donc cachée au reste de l'humanité, principalement par le biais d'une censure quasi-mondiale et la neutralisation des témoins. Les agents de la fondation sont chargés de la récupération et du transport des objets SCP jusqu'à des installations sécurisées où ils sont étudiés par des chercheurs afin de trouver un moyen de les neutraliser ou d'utiliser leurs effets à bon escient. La fondation utilise des membres du personnel sacrifiables (appelés « Classe-D », généralement des prisonniers condamnés à perpétuité et autres indésirables de la société) pour réaliser les opérations de routine et les expériences au contact de SCP potentiellement dangereux.
Chaque SCP donne lieu à un rapport où sont compilées ou annexées toutes les informations disponibles à son sujet ainsi que la meilleure méthode connue pour le confiner.

### Exemples de rapports SCP

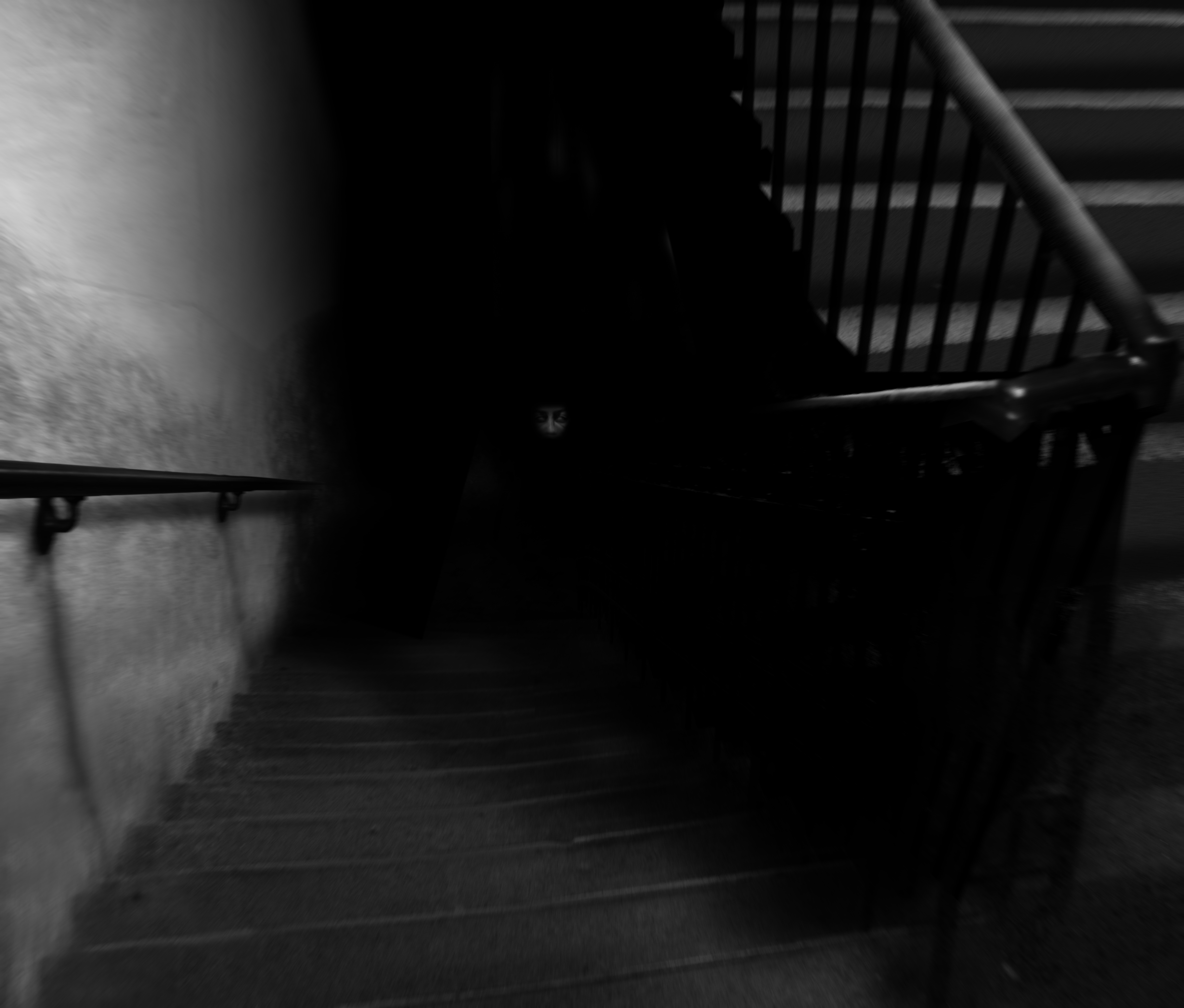
Illustration de SCP-087

- SCP-055 est un objet dont il est absolument impossible de se souvenir après l'avoir vu ou même en avoir entendu parler et dont toutes les autres caractéristiques sont donc inconnues[3].
- SCP-087 est une cage d'escalier semblant descendre indéfiniment. L'escalier est habité par SCP-087-1, qui est décrit comme un visage dépourvu de bouche, pupilles et narines[1],[4].
- SCP-096 est une créature humanoïde de grande taille, d'ordinaire docile, mais qui pourchassera et tuera toute personne ayant vu son visage, soit directement, soit par le biais d'une photographie ou vidéo. Rien ne peut arrêter SCP-096 dans cette situation, et il redevient docile une fois sa victime disparue.
- SCP-108 est un bunker nazi dont le seul accès connu est un portail situé dans la cavité nasale d'une femme[5].
- SCP-173, L'Original, est une statue humanoïde en béton armé avec des traces de peintures. Elle reste immobile tant qu'elle est observée directement, mais attaque les gens en leur brisant la nuque dès que le contact visuel est rompu[6]. Elle est décrite comme extrêmement rapide et peut se déplacer de plusieurs mètres le temps d'un clin d'œil[3],[4].
  - Il s'agit du tout premier SCP à avoir été écrit. Il est très probable qu'il ait été directement inspiré par les Anges Pleureurs de Doctor Who[7].
- SCP-294 est une machine à café pouvant servir n'importe quelle substance liquide ou susceptible d'exister sous forme liquide[1],[4].
- SCP-426 est un grille-pain auquel il est impossible de faire référence sans s'exprimer à la première personne[4], et qui a la capacité de faire croire à une personne qu'elle est elle même un grille-pain.
- SCP-914 est une machine gigantesque et très complexe, capable d'améliorer ou au contraire de détériorer la « qualité » de n'importe quel objet selon certains paramètres définis par le testeur[8].
- SCP-1171 est une maison dont les fenêtres sont en permanence couvertes de buée. Écrire sur la vitre permet de communiquer avec une entité issue d'une autre dimension possédant elle aussi des fenêtres couvertes de buée. Cette entité est très hostile envers les êtres humains mais ignore que les membres de la fondation sont en fait humains[3].
- SCP-1609 est un tas de copeaux et de morceaux de tissu qui se téléporte dans les poumons de quiconque l'approche en montrant des signes d'agressivité ou en portant un uniforme. Il s'agissait à la base d'un fauteuil qui se téléportait auprès de personnes désirant s'asseoir, mais l'objet est devenu hostile après avoir été envoyé au broyeur par une organisation rivale de la fondation[3].
- SCP-3008 est un magasin Ikea dont l'intérieur s'étend à l'infini et où les clients perdent leur chemin et restent piégés. Ces clients ont formé une proto-société et sont forcés de se défendre contre des monstres humanoïdes (appelés SCP-3008-2) à l'apparence d'employés du magasin sans visage et aux membres disproportionnés et qui deviennent agressifs seulement pendant la nuit[9].

### Classification des SCP
Cette section ne s'appuie pas, ou pas assez, sur des sources secondaires ou tertiaires indépendantes du sujet. Le texte peut contenir des analyses inexactes ou inédites de sources primaires.
Pour l'améliorer, ajoutez-en, ou placez des modèles {{Source secondaire souhaitée}} ou {{Source secondaire nécessaire}} sur les passages mal sourcés. (février 2025)
Chaque rapport SCP comporte, généralement en préambule au reste de la fiche, la « classe d'objet » attribuée au SCP décrit. Cette classe est un nom de code qui indique le degré de difficulté à confiner le SCP décrit. Originellement déclinée en trois catégories seulement, « Sûr », « Euclide », et « Keter », qui constituent à ce jour la grande majorité des catégories employées, la liste s'est étendue de fait par l'usage de nouvelles catégories dans certains articles.
Classées par ordre croissant de complexité à confiner, les classes d'objet les plus courantes sont :
- neutralisé :  définitivement expliqué ou supprimé
- Sûr : peut être confiné aisément, ne présente pas de risque de rupture de confinement ni de danger en cas de rupture.
- Euclide : nécessite des mesures de confinement strictes et contraignantes, présente un risque non nul de rupture de confinement et de danger en cas de rupture.
- Keter : nécessite des mesures de confinements intensives et extrêmement contraignantes, présente un risque élevé de rupture de confinement et un danger extrême en cas de rupture.
- Apollyon : impossible à confiner ou sur le point de rompre irrémédiablement son confinement, présente un risque existentiel à la survie de l'humanité, voire de l'univers.
- Thaumiel : pas de mesures de confinement nécessaires, ne présente pas de risque de rupture de confinement ni de danger en cas de rupture, est utilisé par la Fondation pour confiner d'autres SCP.

À ces classes standard s'ajoutent un nombre important de classes uniques ou peu réemployées, regroupées sous l'appellation collective de « classes ésotériques » : une classe ésotérique peut accéder au statut de classe standard par consensus populaire, comme dans le cas des classes Thaumiel et Apollyon.
Certaines autres classes peuvent aussi indiquer le statut d'un SCP, comme :
- Expliqué : un SCP dont les propriétés initialement perçues comme anormales se révèlent être explicables par la science, ou dont les propriétés anormales ont disparu.
- En attente : un SCP n'ayant pas encore reçu de classe d'objet en raison de la difficulté à le classifier. Cette classe d'objet ne désigne pas un récit encore en construction.

## Style d'écriture
Sur les wikis liés à la Fondation SCP, la majorité des travaux sont des articles standalones décrivant les « procédures de confinement spéciales » d'un objet SCP donné. L'objet SCP se voit attribuer un numéro unique ainsi qu'une classification définie par rapport à la difficulté à le garder totalement sous contrôle et dissimuler son existence. Le document expose ensuite les procédures de confinement et mesures de sécurité adaptées, puis décrit l'objet SCP lui-même,. Des addenda tels que des images, des données expérimentales ou des mises à jour peuvent également être annexés au document. Ces rapports sont écrits avec un ton scientifique et feignent souvent la censure d'informations classées secrètes. En octobre 2020, le site cumulait près de onze mille rapports originaux toutes langues confondues.
La Fondation SCP possède près de quatre mille nouvelles désignées sous le terme de « contes »,. Elles se déroulent dans l'univers de la Fondation SCP et se concentrent souvent ou adoptent le point de vue du personnel de la fondation ou d'objets SCP. Dans son article pour Blumhouse Productions, Gregory Burkart note que si certains des contes ont une atmosphère sombre et pesante, d'autres sont « surprenamment légers ».
La Fondation SCP ne possède pas de canon central mais les histoires du wiki sont fréquemment connectées entre elles pour former des ensembles cohérents.
Les écrits du site ont été décrits comme tirant leurs caractéristiques de nombreux genres différents tels que la science fiction, la fantasy urbaine, l'horreur et les creepypastas,.

## Communauté
La Fondation SCP trouve ses origines dans le forum « paranormal » /x/ du site 4chan où SCP-173, le tout premier SCP, fut publié en 2007. Dans les mois qui suivirent, différents utilisateurs de 4chan contribuèrent au développement de l'univers sous-entendu dans le post initial en publiant leurs propres rapports avec le même style d'écriture et le même cadre fictif que SCP-173. Un premier wiki dédié fut créé en janvier 2008 sur le service d'hébergement de wikis EditThis puis remplacé en juillet 2008 par le site actuel, hébergé par Wikidot,.
Si ce site n'était à la base consultable qu'en anglais, de nombreux wikis vinrent s'y greffer au fil des années pour traduire la Fondation SCP et créer du contenu original dans leurs langues respectives. En novembre 2021, le réseau reconnaissait officiellement des sites communautaires dans seize langues différentes, dont un wiki francophone créé en 2012.
Ces sites possèdent chacun des guides d'écriture ainsi qu'un forum permettant d'échanger sur la Fondation SCP. Chaque article publié possède son propre espace de discussion où les membres du site peuvent l'évaluer et apporter des critiques ou suggestions de modification. Les articles font l'objet d'une procédure de relecture et de contrôle qualité sur une majorité des sites, notamment le site francophone. Les membres peuvent également noter un article positivement ou négativement, les articles originaux recevant une majorité de votes négatifs étant supprimés,,. Des chroniqueurs du Daily Dot et de Bustle ont noté que ce mode de fonctionnement permettait un contrôle strict des standards et que tout contenu n'y répondant pas était rapidement supprimé,.
Des concours d'écriture sont régulièrement organisés sur les différentes branches ; par exemple, en novembre 2014, le site anglophone a organisé un concours dédié aux dystopies et, en avril 2018, le site francophone a tenu un concours sur le thème « Poésie et concepts ».

## Réception
La Fondation SCP a reçu des retours globalement positifs, notamment dans la presse du numérique. Plusieurs de ces journaux saluent la nature effrayante des rapports SCP ainsi que le fort contraste entre leur forme clinique et leur fond horrifique, dans un style parfois comparé à celui de H. P. Lovecraft et présenté comme leur plus grande force,.
Si le concept des SCP est loué pour son originalité, il a pu leur être reproché une qualité inégale d'un article à l'autre, certains d'entre eux étant jugés ennuyeux et répétitifs. Il a été relevé que le système de notation du site permettait d'y trouver facilement les rapports les plus appréciés par ses membres.
Il a été noté que les travaux possédaient une grande variété de styles et ne se bornaient pas uniquement à une atmosphère froide et sinistre, ce qui leur permet d'explorer un grand nombre de concepts différents et ainsi de satisfaire tous les goûts.
Dans The New Digital Storytelling, Bryan Alexander estime que la Fondation SCP est peut-être « la plus grande création narrative réalisée sur un wiki » du fait de son échelle et des processus créatifs utilisés. Le Monde, qui qualifie la Fondation SCP de « colosse de la fiction collaborative », note que depuis son apparition en 2007 qui en fait une des initiatives les plus anciennes de ce genre, elle a notamment ouvert la voie à d'autres projets créatifs autour de mythes urbains comme The Backrooms.

## Impact culturel

### Musique
À l'occasion de la 10e édition du festival de musique contemporaine Plug, en 2016, l'orchestre Glasgow New Music Expedition mené par Jessica Cottis a joué plusieurs morceaux inspirés par la Fondation SCP.

### Jeu vidéo
Citée comme inspiration de plusieurs jeux vidéo indépendants,, la Fondation SCP a également bénéficié de ses propres adaptations vidéoludiques :
- SCP: Containment Breach, jeu d'horreur sorti en 2012[1],[3],[31]. Le joueur y incarne un Classe-D cherchant à s'échapper d'un complexe souterrain généré procéduralement au cours d'une brèche de confinement[13],[32],[33] ;
- SCP: Unity, débuté en 2016 comme un remake de SCP: Containment Breach sur le moteur Unity ;
- SCP: Secret Laboratory, jeu multijoueur basé sur SCP: Containment Breach. Les joueurs peuvent y incarner des SCP, des Classes-D, des chercheurs ou agents de la fondation ou les agents d'une organisation rivale[34] ;
- SCP-087, jeu d'horreur dédié à l'exploration de SCP-087[35],[36] ;
- SCP: Secret Files, jeu d'horreur et d'aventure sorti en 2022 ;
- SCP-3008, jeu multijoueur en cours de développement centré sur SCP-3008[32] ;
- 3008 est un jeu Roblox se déroulant au cœur du SCP 3008 ;
- L'univers de la Fondation SCP est également utilisé dans des jeux sandbox pour du jeu de rôle en ligne, comme sur Garry's Mod ou Roblox.[réf. souhaitée]
- SCP Observer est un jeu inspiré de la Fondation SCP adoptant un style de jeu similaire à la franchise FNAF. Dans ce jeu, vous incarnez un membre du personnel coincé dans une salle de contrôle et devez surveiller les caméras, l’énergie, les portes, etc pour survivre assez longtemps jusqu’à ce que les secours viennent vous chercher.

La Fondation SCP est également créditée comme source d'inspiration majeure du jeu Control, annoncé par Remedy Entertainment lors de l'E3 2018 et sorti en 2019,,.